# Арабовщина
Арабовщина (біл. Арабаўшчына) — агромістечко в Білорусі, у Барановицькому районі Берестейської області. Орган місцевого самоврядування — Городищенська сільська рада.

## Населення
За переписом населення Білорусі 2009 року чисельність населення села становило 535 осіб.

## Особистості

### Пов'язані із селом
- Карват Володимир Миколайович, білоруський військовий льотчик, загинув під час польоту поблизу села.